# Antauta (distrito)
Antauta é um distrito do Peru, departamento de Puno, localizada na província de Melgar. Localiza-se no distrito de Antauta a mina de exploração de estanha mais importante do país.

## Transporte
O distrito de Antauta é servido pela seguinte rodovia:
- PU-100, que liga a cidade de Santa Rosa ao distrito de Ituata
- PE-34B, que liga o distrito de Juliaca à cidade de Ayapata[2][3][4]